# 田寮洋
田寮洋，原寫為田藔洋，是臺灣新北市貢寮區的一個地名，位於該區東南端。相較於今日行政區，其範圍大致包括福連里、福隆里、雙玉里東北部。
田寮洋地區最東端為三貂角，是臺灣本島最東端所在地。

## 歷史
台灣清治末期，田寮洋地區為一街庄，稱為「田藔洋庄」，隸屬於三貂堡。該庄東大半部為一半島，北、東、東南臨海，南與大里簡庄為鄰，西邊為遠望坑庄、下雙溪庄，西北隔雙溪與社裡庄為界。
1901年（日治明治三十四年）11月，該庄隸屬於基隆廳，編入第十一區。1905年（明治三十八年）7月，第十區、第十一區合併為「槓仔寮區」。1920年（大正九年），該庄改制並雅化為「田寮洋」大字，隸屬於臺北州基隆郡貢寮庄，大字下有「夘澳」、「荖蘭」、「萊萊」、「虎子山」、「嶐々」、「荖寮」、「入桂」、「挖子」、「龜媽坑」、「中心崙」、「新社田寮」小字名。
戰後貢寮庄改制為貢寮鄉，隸屬於臺北縣，大字亦改制為村。2010年（民國99年）12月，臺北縣升格為新北市，貢寮鄉改制為貢寮區，村改制為里。

## 交通
台鐵宜蘭線經過田寮洋地區中西部，設有福隆車站。由此往東南轉西南可前往宜蘭、羅東、花蓮、台東等地，往西可在八堵車站連接縱貫線以前往基隆、台北、桃園、新竹及中南部各地。
省道台2線又稱「北部濱海公路」，經過本地區海岸地帶，由此往西南可前往宜蘭縣的頭城、蘇澳等地，往北後轉西可前往澳底、基隆、金山、淡水等地。
省道台2丙線又稱基福公路，東側端點位於本地區西北部與省道台2線主線交會處，由此往西可前往貢寮市區、雙溪、平溪、基隆市暖暖區等地。

## 學校
- 福隆國小
- 福連國小

## 景點
- 東北角暨宜蘭海岸國家風景區
  - 福隆遊客中心
- 三貂角燈塔
- 舊草嶺隧道

## 廟宇
- 利洋宮（觀音廟）